# Schwarzwasser (Sense)
Das Schwarzwasser ist ein rund 21,1 Kilometer langer rechter Nebenfluss der Sense im Kanton Bern der Schweiz. Es entwässert einen Abschnitt des voralpinen Hügellandes nördlich der Gantrischkette und gehört zum Einzugsbereich des Rheins.

## Quellgebiet
Das Quellgebiet des Schwarzwassers befindet sich auf ungefähr 1500 m ü. M. auf dem Gemeindeboden von Rüschegg nördlich des Gantrischgebietes, in einem Talkessel am Nordabhang der Süftenegg zwischen den Gipfeln von Pfyffe (1666 m ü. M.) im Westen und Schüpfenflue (1720 m ü. M.) im Osten. Auf den ersten 5 km überwindet das Schwarzwasser als Wildbach eine Höhendifferenz von mehr als 700 m; das Kerbtal ist meist tief in den Hang eingesenkt. Am Hangfuss im Bereich von Heubach und Eigrund ist der Talboden mit Erosionsmaterial (Geröll und Kies) aufgeschüttet. Hier vereinigt sich das Schwarzwasser mit dem Wissenbach, der Biberze (beide von rechts) und dem Gambach (von links), alles Bäche, welche das Gurnigelgebiet entwässern.

## Weiterer Verlauf
Unterhalb von Heubach nimmt das Gefälle des Schwarzwassers rasch ab, anfangs beträgt es noch 3 %, im weiteren Verlauf nur noch etwa 1 %. Der Fluss tritt nun in das Hügelgebiet des Schwarzenburgerlandes hinaus, fliesst mit mehreren Windungen zunächst überwiegend nach Norden, später nach Nordwesten. In diesem mittleren und unteren Bereich ist das Schwarzwasser canyonartig in die Molasseschichten des höheren Schweizer Mittellandes eingetieft. Die Talflanken sind teilweise bis 200 m hoch und weisen für die Region charakteristische Sandsteinfelsen auf. Der Talboden ist dabei meist zwischen 100 und 200 m breit und mit Geröllmaterial aufgefüllt, durch das sich der Fluss seine Wege sucht. Bei jedem Hochwasser verändert das Schwarzwasser seinen Lauf durch die Kies- und Geröllbänke. Im untersten Abschnitt ist die Talaue mit Wiesland bestanden. Auch die Seitenbäche, die grösseren davon sind der Lindenbach, der Dorfbach und der Bütschelbach, haben im Lauf der Zeit tiefe Erosionstäler in das Hügelland eingegraben.
Auf (577 m ü. M.) mündet das Schwarzwasser in die Sense. Kurz vor der Mündung wird die Schwarzwasserschlucht von den Schwarzwasserbrücken, einer Fachwerk-Bogenbrücke von 1882 für die Strasse und einer Beton-Bogenbrücke für die S6 der BLS, in einer Höhe von 65 m überspannt.
Das Schwarzwasser ist durch ein nivopluviales Abflussregime geprägt. Hochwasserereignisse können im Frühling zur Zeit der Schneeschmelze wie auch während des Sommerhalbjahres als Folge von starken Gewittern oder langanhaltenden ergiebigen Niederschlägen im nördlichen Gantrischgebiet auftreten.
Weite Strecken des Flussbettes des Schwarzwassers befinden sich noch heute in natürlichem Zustand. Die Schwarzwasserschlucht mit den steilen Wald- und Felshängen steht unter Naturschutz. Am Oberlauf wurden an einzelnen Orten im Bereich von Heubach Wildbachverbauungen und Hochwasserschutzdämme erstellt; doch auch hier besitzt der Fluss überwiegend ein natürliches Bett.